# Eremo di San Salvatore
L'eremo di San Salvatore, chiamata anche abbazia di San Salvatore del monte Caprario, è un monastero ubicato a Rocchetta e Croce.

## Storia e descrizione
Il monastero fu edificato intorno all'anno 1000 dagli stessi monaci benedettini dipendenti dall'abbazia benedettina del Santissimo Salvatore di San Salvatore Telesino. Nel 1098, secondo la tradizione, al suo interno soggiornò Anselmo d'Aosta per sfuggire agli attacchi normanni contro Capua e qui compose parte del Cur Deus homo; a testimonianza del soggiorno presso il monastero il suo accompagnatore Eadmero di Canterbury scrisse:
Nel 1301 papa Bonifacio VIII affidò le cure del monastero al vescovo Enrico, a conferma che questo era ancora in uso; nel 1538 invece, il vescovo Maranta affermò che non era abitato in quanto difficoltoso da raggiungere e che tutte le celebrazioni erano state spostate alla chiesa della Santissima Annunziata: tuttavia annualmente veniva svolto un pellegrinaggio verso l'eremo. Nel 1456 un terremoto provocò danni e crolli alla struttura: fu a seguito di questo evento che l'ingresso venne spostato dal centro al lato destro. Al tempo della seconda guerra mondiale fu utilizzato come rifugio da alcuni soldati, mentre, nel 1945, al termine del conflitto, l'altare maggiore fu restaurato. Lavori di recupero si tennero tra gli anni 1970 e 1980.
L'eremo di San Salvatore, posto nelle vicinanze dell'eremo di Frate Janne, si trova sul monte Maggiore, a un'altezza di 857 metri. Pensato come un monastero-fortezza, in modo da proteggere i monaci da eventuali incursioni, è posizionato con tre lati a picco sul costone della montagna mentre quello ad ovest è l'unico a poter fungere da ingresso, protetto da un alto muro di cinta. La struttura è composta su tre livelli, ossia la cripta, nella quale durante i restauri della fine del XX secolo furono ritrovate le ossa di alcuni corpi, la chiesa e un piano abitabile: in origine era presente un quarto livello, ossia il dormitorio, andato perduto. La facciata della chiesa presenta un portale tipico del XV secolo in tufo grigio: l'interno, illuminato da due finestre, è a navata unica, diviso in quattro campate tramite delle volte a crociera che poggiano su sottili pilastri; sull'altare maggiore, rivestito in marmo, è posta la statua del Salvatore, mentre nell'abside si conserva il sedile dell'abate. La chiesa è dotata di un campanile a vela.